# クリストフ (ヴュルテンベルク公)

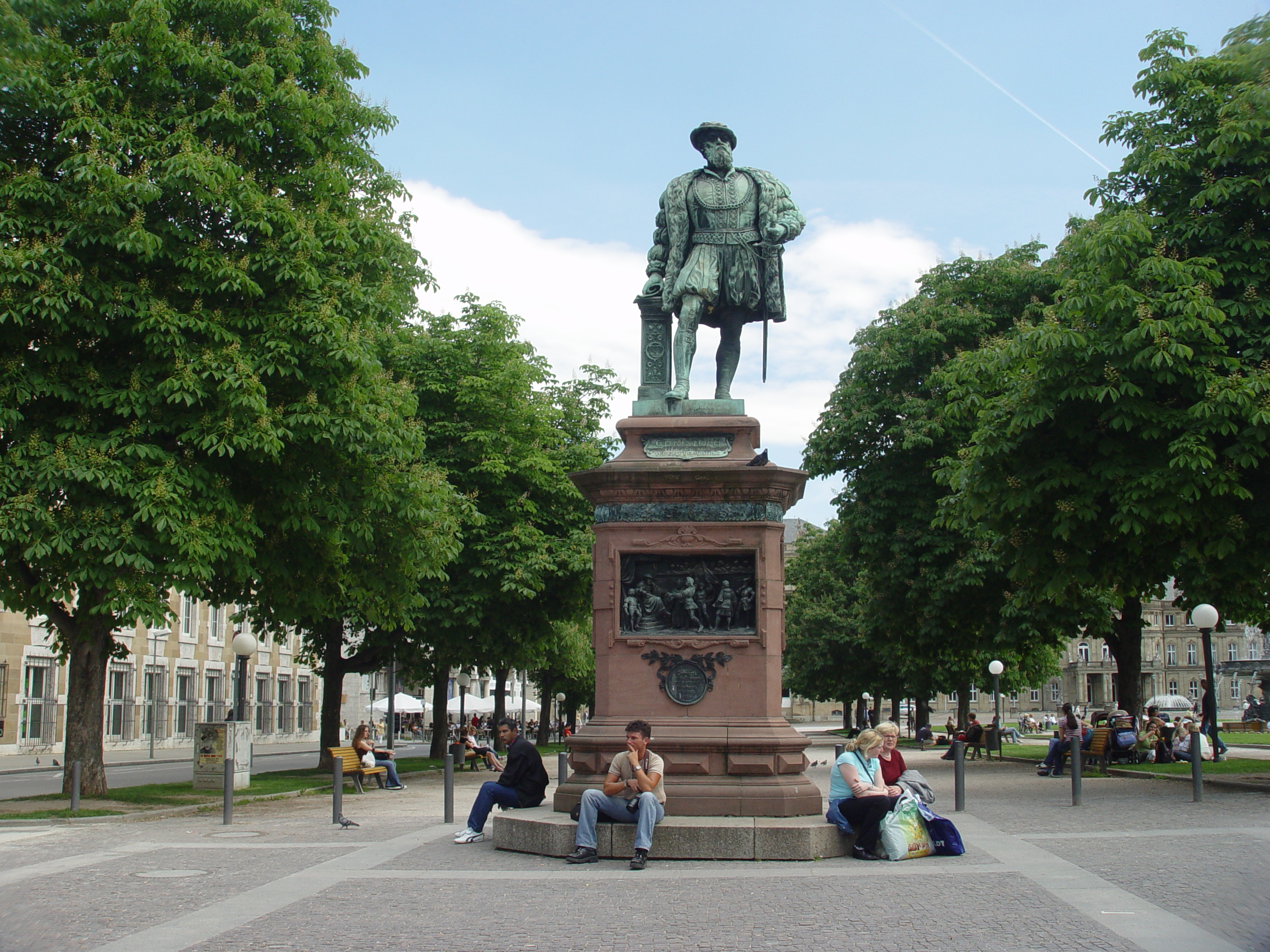
シュトゥットガルト市街にあるクリストフの記念像

クリストフ（Christoph von Württemberg, 1515年5月12日 - 1568年12月28日）は、ヴュルテンベルク公（在位：1550年 - 1568年）。

## 生涯
ヴュルテンベルク公ウルリヒとその妃でバイエルン公アルブレヒト4世の娘であるザビーナの間の一人息子として生まれた。クリストフが生まれて半年後の1515年11月、母ザビーナは父の暴力に耐えかねて実家のミュンヘン宮廷に逃亡し、乳児のクリストフは姉アンナと共に父の許に残された。シュヴァーベン同盟が父に対する攻撃を開始すると、父は2人の子供をホーエンテュービンゲン城に避難させた。やがて1519年に父は廃位され、ヴュルテンベルク公国はオーストリアの支配下に置かれた。
クリストフは大伯父にあたる神聖ローマ皇帝マクシミリアン1世のインスブルック宮廷に保護され、ハプスブルク家の宮廷で育ち、政治経験を積むことができた。マクシミリアン1世の孫カール5世は、又従弟にあたるクリストフをヨーロッパ各地に随行させた。父が1534年にヴュルテンベルクの支配権をオーストリアから奪い返すと、クリストフは今度はフランス宮廷に送られ、フランスの対ハプスブルク戦争に参加することになった。1530年代初頭、クリストフはプロテスタントに改宗した。1542年のライヒェンヴァイアー条約の取り決めにより、クリストフはヴュルテンベルク家領の一部であるフランス国境のモンベリアル伯領を統治することになった。
1550年に父が死亡して公爵位を継承した後、クリストフは父がシュマルカルデン戦争に参加して神聖ローマ皇帝フェルディナント1世に反抗した代償として、莫大な賠償金を支払うことになった。国内政策においては領邦教会体制を確立し、領内の教育制度の改良に努めた。またシュトゥットガルトの旧宮殿のルネサンス様式への改築にも着手している。1568年の死後、唯一成育した息子ルートヴィヒが後を継いだ。

## 子女
1544年、ブランデンブルク＝アンスバッハ辺境伯ゲオルクの娘アンナ・マリア（1526年 - 1589年）と結婚し、間に12人の子女をもうけた。
- エーバーハルト（1545年 - 1568年）
- ヘートヴィヒ（1547年 - 1590年） - ヘッセン＝マールブルク方伯ルートヴィヒ4世と結婚
- エリーザベト（1548年 - 1592年） - ヘンネブルク＝シュロイジンゲン伯ゲオルク・エルンストと結婚、プファルツ＝フェルデンツ公ゲオルク・グスタフと再婚
- ザビーネ（1549年 - 1582年） - ヘッセン＝カッセル方伯ヴィルヘルム4世と結婚
- エミーリエ（1550年 - 1589年） - プファルツ＝ジンメルン＝シュポンハイム公ライヒャルトと結婚
- エレオノーレ（1552年 - 1618年） - アンハルト侯ヨアヒム・エルンストと結婚、ヘッセン＝ダルムシュタット方伯ゲオルク1世と再婚
- ルートヴィヒ（1554年 - 1593年） - ヴュルテンベルク公
- マクシミリアン（1556年 - 1557年）
- ウルリヒ（1558年）
- ドロテア・マリア（1559年 - 1639年） - プファルツ＝ズルツバッハ公オットー・ハインリヒと結婚
- アンナ（1561年 - 1616年） - オワヴァ公ヤン・イェジと結婚、レグニツァ公フリデリク4世と再婚
- ゾフィー（1563年 - 1590年） - ザクセン＝ヴァイマル公フリードリヒ・ヴィルヘルム1世と結婚

| 先代 ウルリヒ | ヴュルテンベルク公 1550年 - 1568年 | 次代 ルートヴィヒ |